# Șumilove, Bârzula
Șumilove (în ucraineană Шумилове) este un sat în comuna Pesceana din raionul Bârzula, regiunea Odesa, Ucraina.

## Demografie
Componența lingvistică a localității Șumilove
     Ucraineană (100%)
Conform recensământului din 2001, toată populația localității Șumilove era vorbitoare de ucraineană (100%).